# Маккорд-Адамс, Мэрилин
Мэ́рилин Макко́рд-А́дамс (англ. Marilyn McCord Adams; 12 октября 1943, Чикаго, Иллинойс, США — 22 марта 2017, Принстон, Нью-Джерси, США) — американский философ, священник Епископальной церкви.

## Биография
Родилась в Чикаго, в семье Уильяма Кларка Маккорда и Уилмы Браун Маккорд. В 1966 году вышла замуж за философа Роберта Меррихью Адамса.
Получала бакалавра гуманитарных наук в Иллинойсском университете, в 1967 году доктора философии в Корнеллском университете и в 1984—1985 годах магистра теологии в Принстонской теологической семинарии. В 2008 году получила степень доктора богословия в Оксфордском университете в 2008 году.
Адамс была рукоположена в священнослужители в Епископальной церкви в 1987 году.
Философия Мэрилин Адамс была сосредоточена на религии, особенно проблеме добра и зла, философской теологии, метафизике и средневековой философии. Она была христианской универсалисткой, верящей в то, что в конечном итоге человечество найдёт спасение во Христе.
Умерла 22 марта 2017 года в возрасте 73 лет, сражаясь с раком.